# Temporada de furacões no Atlântico de 1853
A temporada de furacões no Atlântico de 1853 contou com oito ciclones tropicais conhecidos, nenhum dos quais atingiu a costa. Operacionalmente, acreditava-se que uma nona tempestade tropical existia sobre a República Dominicana em 26 de novembro, mas o HURDAT – o banco de dados oficial de furacões no Atlântico – agora exclui esse sistema. O primeiro sistema, a tempestade tropical Um, foi inicialmente observado em 5 de agosto. A última tempestade, o furacão oito, foi observada pela última vez em 22 de outubro. Essas datas se enquadram no período de maior atividade de ciclones tropicais no Atlântico. Em dois pontos durante a temporada, pares de ciclones tropicais existiram simultaneamente. Quatro dos ciclones têm apenas um único ponto conhecido em suas trilhas devido à escassez de dados, portanto, os resumos de tempestades para esses sistemas não estão disponíveis.
Dos oito ciclones tropicais da temporada, quatro atingiram o status de furacão. Além disso, dois desses quatro tornaram-se grandes furacões, que são de categoria 3 ou superior na escala de ventos de furacões Saffir-Simpson dos dias modernos. O ciclone mais forte da temporada, o terceiro furacão, atingiu o pico na força de categoria 4 com ventos de 240 km/h (150 mph). Com uma pressão barométrica mínima de 924 mbar (27.3 inHg), foi o ciclone tropical mais intenso registrado na bacia do Atlântico até o furacão Cuba de 1924. O furacão causou 40 fatalidades depois que um brigue desaparecer na costa da Carolina do Norte. Apesar de permanecer no mar, a tempestade tropical Cinco trouxe ventos muito fortes para a cidade mexicana de Veracruz. O furacão Oito trouxe ventos fortes e mar agitado para o norte da Flórida e a Geórgia, causando danos significativos nesta última.

## Sistemas

### Tempestade tropical Um
A barca WB Bowen encontrou um vendaval com ventos de 97 km/h (60 mph) perto de 33,5°N, 69,2°W em 5 de agosto, que está localizado a cerca de 410 km (255 mi) a leste das Bermudas. Este sistema seria posteriormente listado nos registros do HURDAT como tempestade tropical Um. No entanto, devido ao mau tempo predominante, não há mais dados disponíveis sobre esta tempestade.

### Tempestade tropical Dois
Uma publicação do meteorologista Ivan R. Tannehill indica que a tempestade tropical Dois foi centrada perto de Barbados em 10 de agosto. No entanto, devido à sua natureza fraca - os ventos máximos sustentados foram de apenas 72 km/h (45 mph) – apenas um único ponto de dados é conhecido do caminho da tempestade.

### Furacão Três
O meteorologista William C. Redfield observou pela primeira vez a terceira tempestade tropical da temporada ao sul de Cabo Verde em 30 de agosto, que foi o primeiro furacão do tipo Cabo Verde já registrado. Inicialmente, a tempestade moveu-se para oeste-noroeste e gradualmente se fortaleceu, tornando-se um furacão em 1 de setembro. Nos dois dias seguintes, o furacão se intensificou significativamente e atingiu a força de categoria 2 no início de 2 de setembro. O sistema fortaleceu-se em uma furacão de categoria 4 até 3 de setembro, atingindo seu pico de intensidade com ventos máximos sustentados de 240 km/h (150 mph) e uma pressão barométrica mínima de 924 mbar (27.3 inHg) foi registrado pela barca Hermann logo em seguida. Foi a tempestade mais intensa do Atlântico até o furacão Cuba de 1924, furacão de categoria 5 com uma pressão mínima de 910 mbar (27 inHg). O Grande Furacão de Havana de 1846 pode ter sido mais forte, embora seja descontado porque os registros do HURDAT não começaram até à temporada de 1851.
Até 5 de setembro, o furacão fez uma curva para noroeste e começou a enfraquecer. No início de 7 de setembro, virou para o norte e caiu para a intensidade de categoria 3, situada a cerca de 550 km (340 mi) a leste de Charleston, Carolina do Sul. O furacão passou pela costa da Carolina do Norte mais tarde naquele dia, e suas bandas de chuva externas produziram fortes chuvas ao longo da costa sul do estado. O brigue Albermarle foi perdido no mar em 7 de setembro com 40 de seus tripulantes desaparecidos; mais tarde, presumiu-se que eles se afogaram. O furacão recurvou para leste-nordeste e continuou a deteriorar-se de forma constante, enfraquecendo para o status de categoria 1 até 9 de setembro. A tempestade foi observada pela última vez no final de 10 de setembro, centrado cerca de 845 km (525 mi) a norte-noroeste da Ilha das Flores nos Açores.

### Furacão Quatro
O navio Gilbert Gallatin encontrou o quarto furacão da temporada em 8 de setembro, que estava centrado a cerca de 1,600 km (1,000 mi) a leste do terceiro furacão. Inicialmente, observou-se que os ventos sustentados atingiram 185 km/h (115 mph), indicativo de uma furacão de categoria 3. Vários outros navios teriam encontrado esta tempestade enquanto seguia para o nordeste. Com ventos diminuindo para 169 km/h (105 mph), enfraqueceu para uma furacão de categoria 2 em 10 de setembro. A tempestade foi notada pela última vez pelo navio Josephine mais tarde naquele dia, enquanto estava localizada a cerca de 990 km (615 mi) a norte-nordeste da Graciosa nos Açores.

### Tempestade tropical Cinco
A tempestade tropical cinco teria existido em 21 de setembro a 20°N, 95°W, que está localizada na Baía de Campeche. O Elize e o Crichton encontraram um forte "norte" ao chegar a Veracruz naquele dia. Embora estivesse centrado no mar, ventos muito fortes foram relatados em Veracruz, possivelmente induzidos pelo efeito de afunilamento da Sierra Madre Oriental. Mais informações sobre esta tempestade tropical são escassas.

### Furacão Seis
O sexto furacão da temporada foi observado pela primeira vez como uma tempestade tropical no sudeste das Bermudas em 26 de setembro. Inicialmente, a tempestade dirigiu-se para norte-noroeste, antes de fazer uma curva para norte-nordeste em 27 de setembro, enquanto contornava as Bermudas. Mais tarde naquele dia, a tempestade se transformou em um furacão. O brigue Samuel e Edward encontrou o furacão em 2 de setembro, relatando ventos de 130 km/h (80 mph); esta foi a velocidade máxima do vento sustentada associada à tempestade. A partir daí, a tempestade executou uma volta ciclônica, que durou até 30 de setembro. Curvou-se para nordeste em 1 de outubro e foi anotado pela última vez às 0600 UTC, enquanto localizado a cerca de 950 km (590 mi) a nordeste das Bermudas.

### Tempestade tropical Sete
Dois relatórios separados dos meteorologistas Ivan R. Tannehill e Edward B. Garriott indicam que a sétima tempestade tropical da temporada existiu em 15°N, 37°W em 28 de setembro, que está localizado a oeste de Cabo Verde. As observações observaram que os ventos máximos sustentados atingiram 97 km/h (60 mph). Com apenas um único ponto de dados, nenhuma informação adicional está disponível sobre esta tempestade.

### Furacão Oito
A barca Edward relatou um furacão de cerca de 80 km (50 mi) ao norte de Grande Bahama em 19 de outubro. Vários outros navios enfrentaram a tempestade entre 19 e 20 de outubro. Moveu-se lentamente para o norte-noroeste e gradualmente se fortaleceu. Em 20 de outubro, a tempestade atingiu ventos máximos sustentados de 169 km/h (105 mph), tornando-se uma furacão de categoria 2. Além disso, os navios relataram uma pressão barométrica mínima de 996 mbar (29.4 inHg). Depois de enfraquecer de volta para uma furacão de categoria 1 em 21 de outubro, a tempestade desviou para leste-nordeste, evitando atingir o sudeste dos Estados Unidos. Foi anotado pela última vez em 22 de outubro, enquanto centrado cerca de 130 km (80 mi) leste-sudeste de Charleston, Carolina do Sul.
Ventos fortes, combinados com as marés em Jacksonville, Flórida, empurraram a água para o cais e para a Bay Street. O capitão Thomas E. Shaw de William Gaston relatou que o vendaval em Brunswick, Geórgia, causou danos significativos à cidade. Uma casa de máquinas pertencente à Brunswick Railroad Company foi destruída, assim como um grande galpão de algodão, uma ferraria e uma nova casa de madeira, e vários outros edifícios foram danificados. O novo cais da ferrovia foi arrastado e seus restos flutuaram no porto. No mar, houve inúmeros naufrágios, incluindo as escunas W. Mercer, GW Pickering, Mary Ann e o Steamer Planter. Além disso, a escuna James House relatou "um furacão perfeito".